# Gaspard Lyottier
Gaspard Lyottier est un homme politique français né le 7 septembre 1756 à Paris et décédé le 16 avril 1831 à Paris.
Propriétaire terrien, il est député de Seine-et-Oise en 1815, pendant les Cent-Jours.

## Sources
- « Gaspard Lyottier », dans Adolphe Robert et Gaston Cougny, Dictionnaire des parlementaires français, Edgar Bourloton, 1889-1891 [détail de l’édition]